# Optionsstrategie
Optionsstrategien sind Handelsstrategien mit derivativen Finanzinstrumenten. Optionsstrategien dienen zur Absicherung, Spekulation oder zum Versuch einer Arbitrage. Mit einer Optionsstrategie kann der Investor auf eine fallende, sich seitwärts bewegende oder steigende Entwicklung des Basiswerts (englisch underlying) spekulieren, oder darauf, dass die Volatilität des Basiswerts fällt oder steigt. Mit einer Optionsstrategie kann sich der Anleger gegen eine negative Entwicklung des Basiswerts absichern (gedeckte Optionsstrategie). Aber auch unabhängig vom Halten des Basiswerts können Optionsstrategien eingegangen werden.

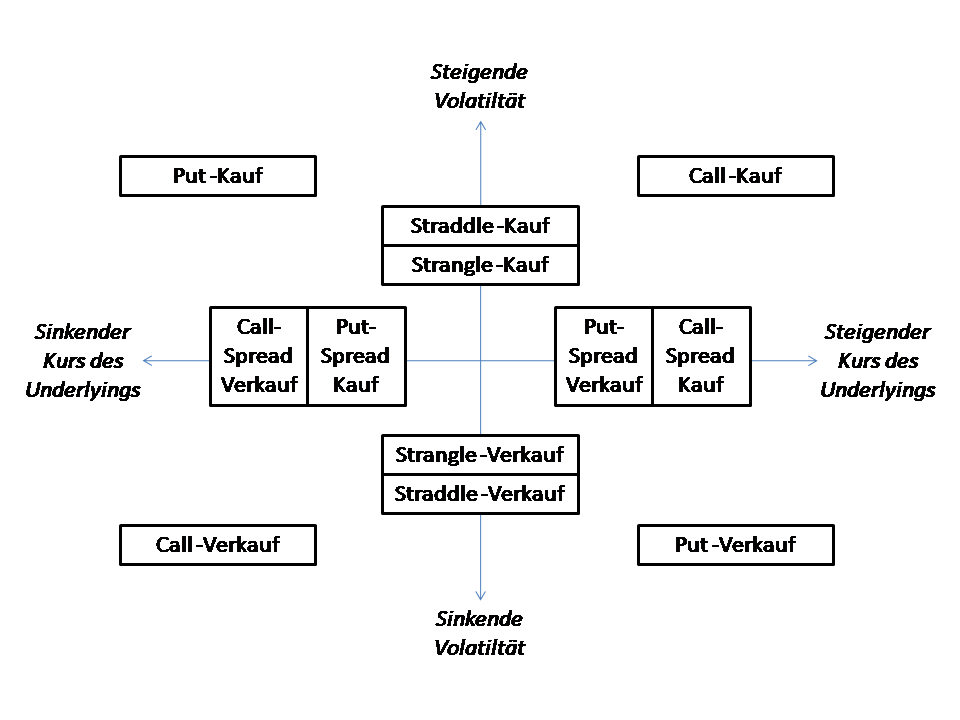
Übersicht über Optionsstrategien

## Grundpositionen
Grundpositionen sind ungedeckte Optionsstrategien, die entweder aus einer Kaufoption (Call) oder einer Verkaufsoption (Put), der jeweils gekauft (also long) und verkauft (also short) gegangen werden können. Eine ungedeckte Position ist etwa eine Short-Position in einer Kaufoption, die nicht mit einer Long-Position im Basiswert kombiniert ist. Optionen sind bedingte Finanztermingeschäfte, bei denen der Käufer einer Option nicht mehr als die bezahlte Optionsprämie verlieren kann, der Verkäufer einer Option allerdings ein theoretisch unbegrenztes Verlustpotential eingeht.

## Sicherungspositionen
Eine Sicherungsposition (auch: Hedge-Position) ist ein Portfolio aus Optionen und dem zugehörigen Basiswert (Gedeckte Optionsstrategie). Dabei werden entweder die Verluste aus der Aktie durch den Ausübungsgewinn bei den Optionen oder die Ausübungsverluste bei den Optionen durch Gewinne bei der Aktie ganz oder teilweise gedeckt, ohne die Risiken zu erhöhen:

### Gedeckte Kaufoption
Bei einer gedeckten Kaufoption (englisch Covered Call) erwirbt oder hält man einen Basiswert und verkauft eine Kaufoption auf diesen Basiswert. Dadurch hat man Einkünfte aus dem Optionsverkauf, die man dadurch erwirtschaftet, dass das ganze Konstrukt keine Wertsteigerung erfährt, wenn der Wert des Basiswerts am Ausübungsdatum über dem Ausübungspreis liegt. Eine gedeckte Kaufoption ist aber auch mit Risiken verbunden, insbesondere bei hoher Volatilität des Basiswertes. Eine gedeckte Kaufoption ist nur dann als Sicherungsposition einzuschätzen, wenn der Anleger von einem gleich bleibenden bis leicht steigenden Kurs des Basiswertes ausgeht.
Wenn der Basiswert gleichzeitig zum Verkauf der Kaufoption erworben wird, bezeichnet man diese Strategie auch als buy-write-Strategie. Hält man den Basiswert bereits aus einem früheren Kauf und verkauft nun eine Kaufoption, wird diese Strategie auch als Overwrite bezeichnet. Normalerweise wird sowohl der Basiswert im gleichen Brokerage-Konto gehalten wie die geschriebenen Calls. Diese Strategie ist die einfachste und am weitesten verbreitete gedeckte Optionsstrategie.

### Protective-Put-Strategie
Bei einer Protective-Put-Strategie erwirbt man den Basiswert und eine Verkaufsoption dazu. Der Sinn ist es, sich mit der Verkaufsoption gegen ein Kursverfallsrisiko zu versichern. Deswegen gilt er als ein wichtiges Mittel zur Umsetzung einer Wertsicherungsstrategie. Der Unterschied zwischen der Protective-Put-Strategie und der gedeckten Verkaufsoption besteht darin, dass der Anleger sich bei einer Protective-Put-Strategie einen Mindestverkaufspreis sichert und dafür einen Aufschlag zahlt und bei der gedeckten Verkaufsoption sich einen Höchstverkaufspreis garantiert und dafür einen Abschlag erhält. Ein Investor setzt eine Protective-Put-Strategie meist dann ein, wenn er nichtrealisierte Gewinne aus einer Wertsteigerung des Basiswerts und Bedenken über die zukünftige Kursentwicklung hat und sich gegen eine negative Kursentwicklung des Basiswerts absichern will. Die Protective-Put-Strategie ist eine bullish gerichtete Optionsstrategie.
Unabhängig davon wie viel der Basiswert während der Laufzeit des Puts an Wert verliert, garantiert der Put dem Anleger das Recht, seine Aktien zum Ausübungspreis des Puts zu verkaufen, bis die Option verfällt. Die Verkaufsoption garantiert dem Investor also nicht nur den Verkaufspreis zum Ausübungspreis der Option, sondern gibt ihm gleichzeitig die Kontrolle darüber, den Zeitpunkt des Verkaufs des Basiswerts innerhalb der Laufzeit der Option selbst zu wählen.

### Reverse Hedge
Bei einem Reverse Hedge wird der Basiswert (Underlying) nicht erworben, sondern im Gegenteil ein Leerverkauf durchgeführt (short). Daher die Bezeichnung „reverse“ (umgedrehter) Hedge,; dazu werden entweder Calls long oder Puts short eingesetzt. Die Reverse-Hedge-Strategie wird manchmal auch als Simulated Straddle bezeichnet. Idealerweise ist bei dieser Strategie, der zugrundeliegende leerverkaufte Basiswert sehr volatil. Sehr volatile Basiswerte wie z. B. volatile Aktien, haben den Vorteil, dass der Leerverkäufer nicht noch zusätzlich die Dividende an den Käufer zahlen muss. Unternehmen mit einem sehr volatilen Aktienkurs zahlen deutlich weniger Dividende an ihre Aktionäre. Bei einem Net Reverse Hedge (auch 1:1 Reverse Hedge, d. h., die Höhe der Leerverkäufe entspricht der Höhe der gekauften oder verkauften Optionen) mit einem Call long spekuliert man auf steigende Aktienkurse. Bei einem Net Reverse Hedge mit Puts short spekuliert man auf gleichbleibende bis leicht sinkende Aktienkurse.

### Collar-Strategie
Eine Collar-Strategie ist eine Kombination aus dem Kauf einer Verkaufsoption und dem Verkauf einer Kaufoption zur Absicherung einer bestehenden Aktienposition. Über den Kauf einer Verkaufsoption (mit einem unteren Preislimit) werden die Aktien gegen größere Abwärtsbewegungen abgesichert. Die Aufwendungen für den Kauf der Verkaufsoption können durch den gleichzeitigen Verkauf einer Kaufoption (mit einem höheren Ausübungspreis) gemindert werden. Sollten die Aufwendungen aus dem Kauf der Verkaufsoption und die Erlöse aus dem Verkauf der Kaufoption exakt ausgleichen, spricht man von einem „Zero-Cost-Collar“.

## Spreadpositionen
Bei Spreadpositionen handelt es sich um ein Portfolio aus gekauften (long) und/oder verkauften (short) Optionen. Generell wird zwischen Preis-Spreads und Time-Spreads unterschieden.

### Preis-Spreads
Bei Preis-Spreads werden Optionspositionen aufgrund der Optionskombinationen (Kauf und Verkauf) aus der gleichen oder aus unterschiedlichen Optionsklassen unterschieden.

#### Preis-Spread-Positionen derselben Klasse
Sowohl der Bull-Spread als auch der Bear-Spread können mit Kaufoptionen als auch mit Verkaufsoptionen gebildet werden. Dementsprechend spricht man dann von Bull-Call-Spread (Bildung mit Kaufoptionen) und Bull-Put-Spread (Bildung mit Verkaufsoptionen) sowie von Bear-Call-Spread (Bildung mit Calls) und Bear-Put-Spreads (Bildung mit Verkaufsoptionen).

##### Hausse-Spread

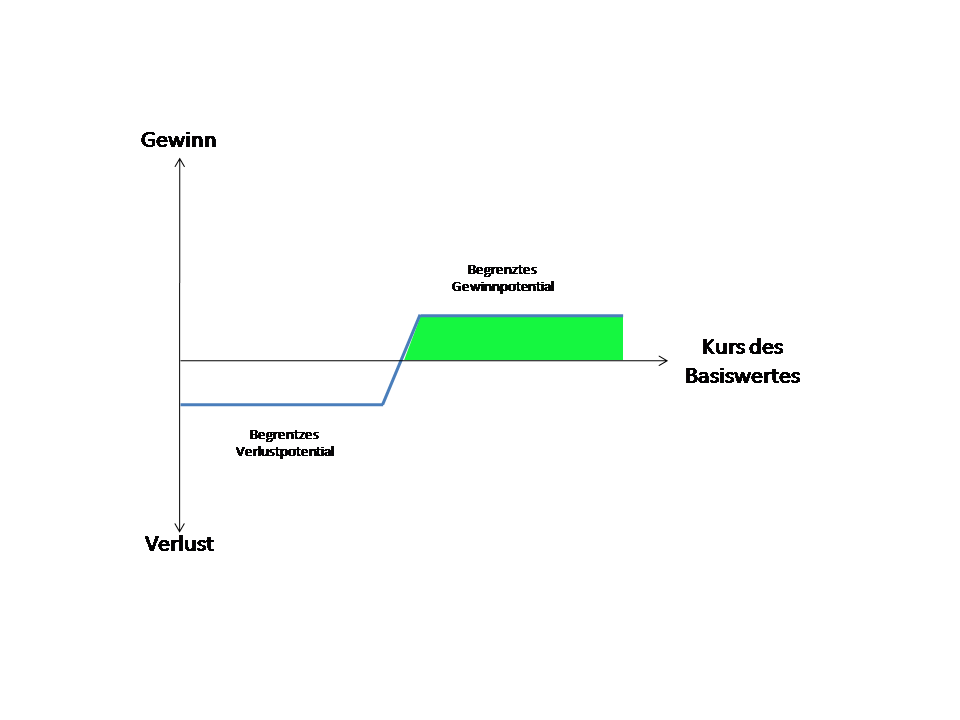
Vereinfachte Gewinn- und Verlustdarstellung eines Bull-Preis-Spread: Bull-Call-Spread bzw. Bull-Put-Spread

Ein Hausse-Spread besteht aus dem Kauf einer Kaufoption und dem gleichzeitigen Verkauf einer Kaufoption. Die Ausübungsdaten der beiden Optionen sind gleich, jedoch hat die Long-Position einen niedrigeren Ausübungspreis als die Short-Position. Auf Grund der Put-Call-Parität kann ein Hausse-Spread sowohl mit Kaufoptionen (Calls) als auch mit Verkaufsoptionen (Puts) gebildet werden. Beispielposition:
| Bull-Call-Spread |                           |
| ---------------- | ------------------------- |
| Long             | 1. Januar 2008 – 500 Call |
| Short            | 1. Januar 2008 – 600 Call |

| Bull Put Spread |                          |
| --------------- | ------------------------ |
| Long            | 1. Januar 2008 – 500 Put |
| Short           | 1. Januar 2008 – 600 Put |

##### Baisse-Spread

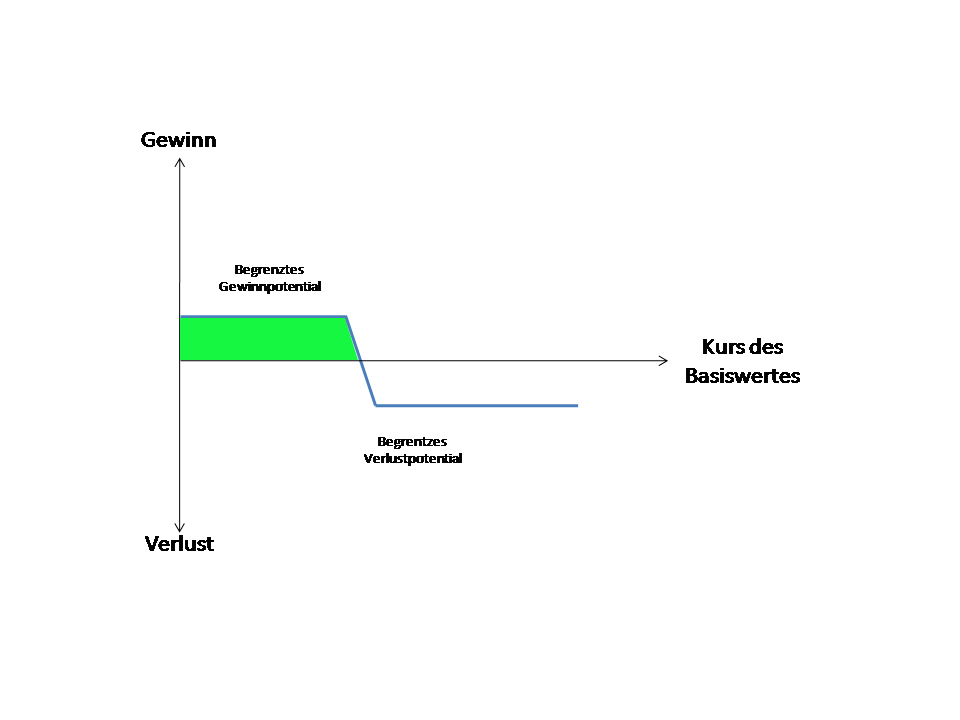
Vereinfachte Gewinn- und Verlustdarstellung eines Bear Preis-Spread: Bear-Call-Spread bzw. Bear-Put-Spread

Ein Baisse-Spread besteht aus dem Kauf einer Kaufoption (long Call) und dem gleichzeitigen Verkauf einer Kaufoption (short Call). Die Ausübungszeitpunkte der beiden Optionen sind gleich, jedoch hat die Short-Position einen niedrigeren Ausübungspreis als die Long-Position. Auf Grund der Put-Call-Parität kann ein Baisse-Spread sowohl mit Kaufoptionen als auch mit Verkaufsoptionen gebildet werden. Beispielposition:
| Bear Call Spread |                           |
| ---------------- | ------------------------- |
| Long             | 1. Januar 2008 – 600 Call |
| Short            | 1. Januar 2008 – 500 Call |

| Bear Put Spread |                          |
| --------------- | ------------------------ |
| Long            | 1. Januar 2008 – 600 Put |
| Short           | 1. Januar 2008 – 500 Put |

#### Preis-Spread-Positionen unterschiedlicher Klassen
Bei Preis-Spread-Positionen handelt es sich um Optionspositionen aus unterschiedlichen Optionsklassen (Kaufoption und Verkaufsoption).

##### Straddle
Beim Straddle wird auf sich stark ändernde Kurse (long straddle), bzw. auf gleich bleibende Kurse (short straddle) spekuliert, wobei die Richtung der Kursänderung irrelevant ist.

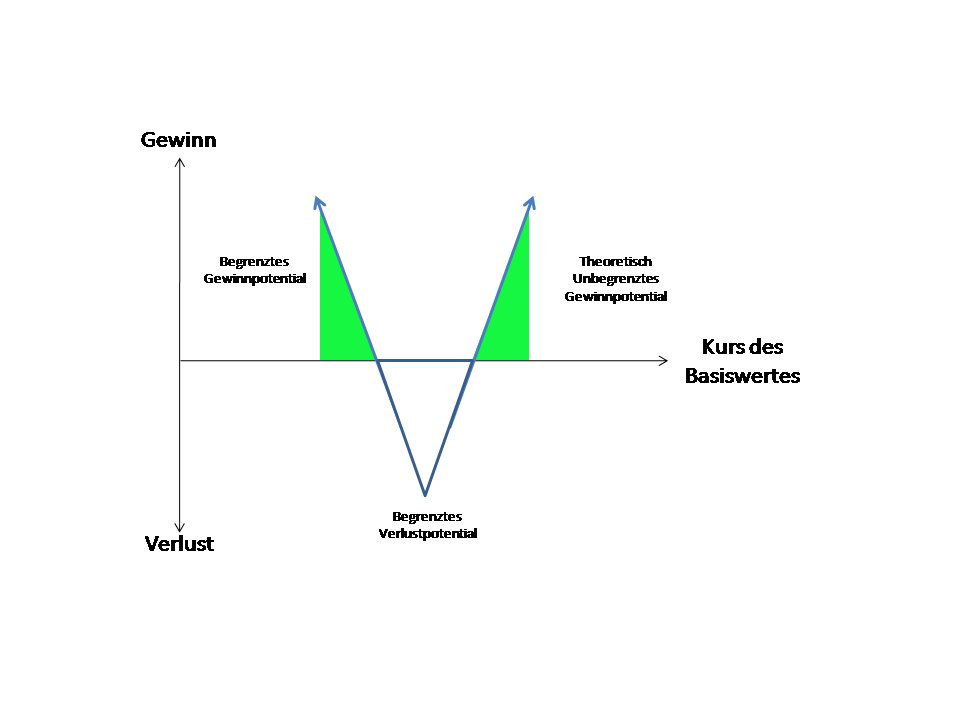
Vereinfachte Gewinn- und Verlustdarstellung eines long Straddle

- Long Straddle: (auch: bottom straddle oder bought straddle genannt): Bei einem long Straddle wird gleichzeitig eine Kaufoption und eine Verkaufsoption mit demselben Basiswert, zum selben Ausübungspreis und zum selben Verfallsdatum gekauft. Der Anleger spekuliert auf eine steigende Volatilität des Basiswerts.
- Die Markterwartung des Anlegers ist dementsprechend volatil, d. h., der Anleger erwartet kräftige Kursänderungen des Basiswertes. Das Gewinnpotenzial ist theoretisch unbegrenzt. Das Verlustpotenzial ist auf die Summe der gezahlten Optionsprämien begrenzt.[7] Beispielposition:

| Long Straddle |                           |
| ------------- | ------------------------- |
| Long          | 1. Januar 2008 – 200 Call |
| Long          | 1. Januar 2008 – 200 Put  |

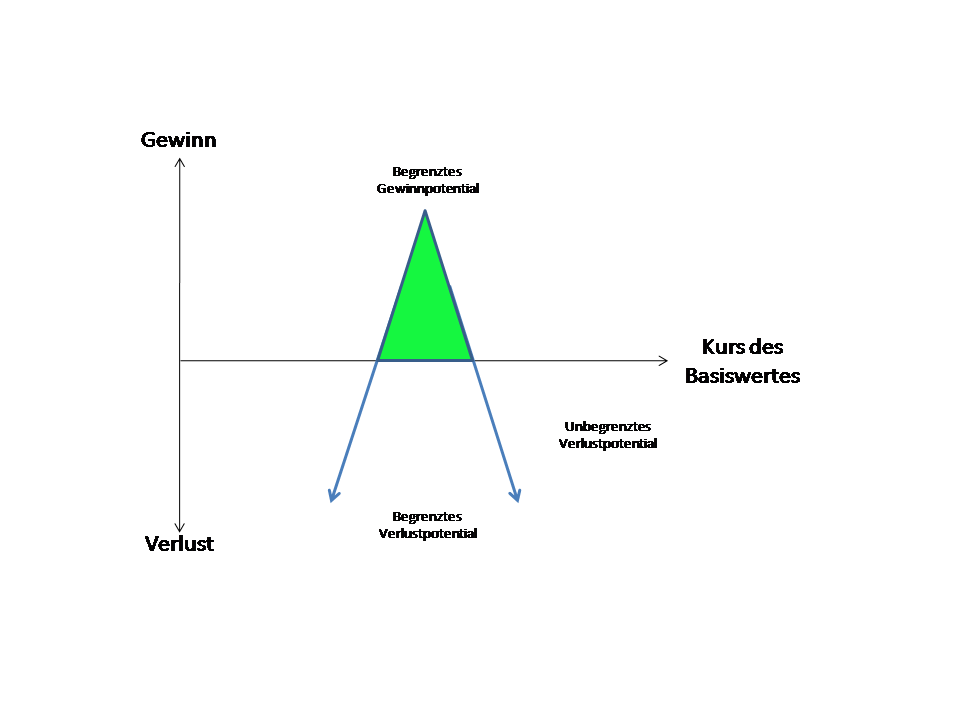
Vereinfachte Gewinn- und Verlustdarstellung eines short Straddle

- Short Straddle: (auch: top straddle oder written straddle genannt) Hierbei handelt es sich um die umgekehrte Position des long Straddle, also dem Verkauf einer Kaufoption und einer Verkaufsoption zum selben Basiswert, zum selben Ausübungspreis und zum selben Verfallsdatum. Der Anleger geht von einem sich seitswärts bewegenden Aktienkurs aus, d. h., er erwartet keine großen Kursänderungen des Basiswertes. Das Gewinnpotenzial ist begrenzt auf die Summe der erhaltenen Optionsprämien. Das Verlustpotenzial ist wegen des short Calls bei einem starken Kursantieg des Basiswerts theoretisch unbegrenzt[7]. Bei einem starken Fall des Kurses ist das Verlustpotenzial aber wegen des short Puts auf den Ausübungspreis beschränkt.[7] Beispielposition:

| Short Straddle |                           |
| -------------- | ------------------------- |
| Short          | 1. Januar 2008 – 200 Call |
| Short          | 1. Januar 2008 – 200 Put  |

- Covered-written-Straddle: Kombination aus long Basiswert und ein short Put.
- Naked-written-Straddle: Eröffnung der Position ohne Deckung (ohne Basiswert)

##### Strangle
Die Optionsposition Strangle ist eine vergleichbare Optionsstrategie wie der Straddle. Sie wird ebenfalls mit einer Kaufoption und einer Verkaufsoption gebildet, aber mit unterschiedlichen Basispreisen und/oder unterschiedlichen Verfallsdaten.

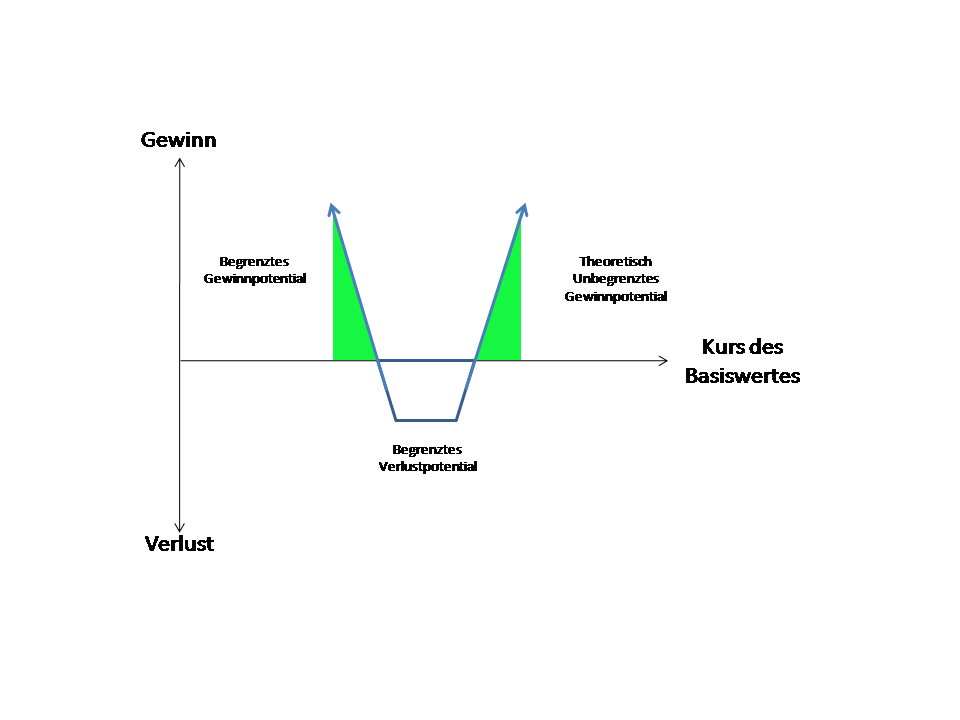
Vereinfachte Gewinn- und Verlustdarstellung eines long Strangle

- Long Strangle: Bei einem long Strangle wird gleichzeitig eine Kaufoption und eine Verkaufsoption mit unterschiedlichen Basispreisen und/oder unterschiedlichem Verfallsdatum gekauft. Die Markterwartung des Anlegers ist dementsprechend volatil, d. h., der Anleger erwartet starke Kursänderungen des Basiswertes, stärkere als bei einem long Straddle. Das Gewinnpotenzial ist theoretisch unbegrenzt. Das Verlustpotenzial ist auf die gezahlten Optionspreise begrenzt. Beispielposition:

| Long Strangle |                           |
| ------------- | ------------------------- |
| Long          | 1. Januar 2008 – 250 Call |
| Long          | 1. Januar 2008 – 200 Put  |

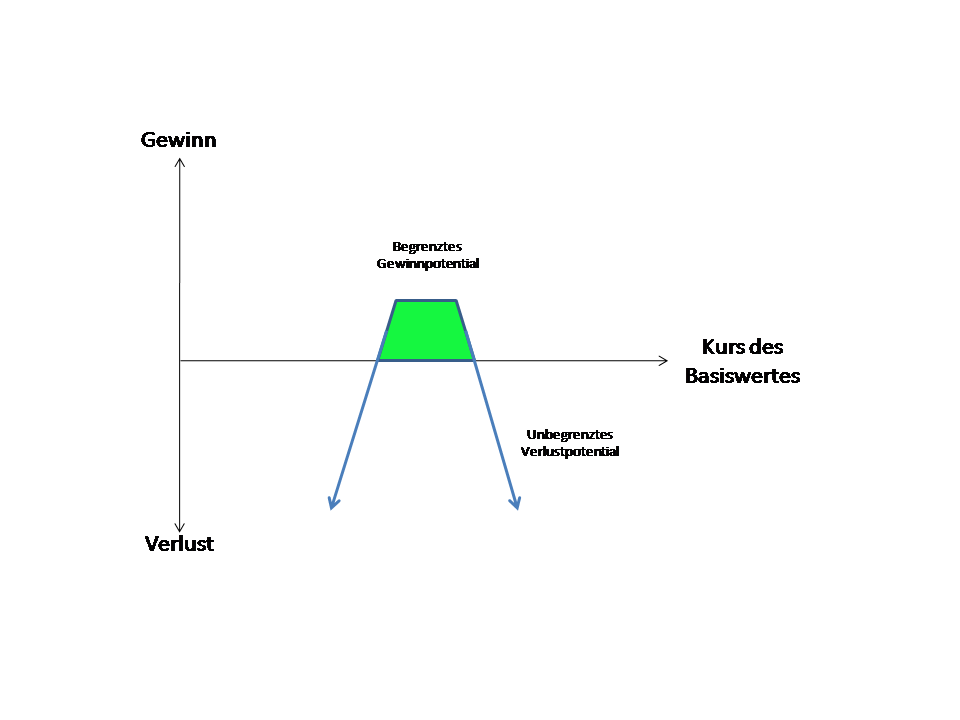
Vereinfachte Gewinn- und Verlustdarstellung eines short Strangle

- Short Strangle: Hierbei handelt es sich um die umgekehrte Position des long Strangle, also dem Verkauf eines Calls und eines Puts mit unterschiedlichem Basispreisen und/oder unterschiedlichem Verfallsdatum. Der Anleger geht von einem sich seitswärts bewegenden Aktienkurs aus, d. h., er erwartet keine großen Kursänderungen des Basiswertes. Das Gewinnpotenzial ist begrenzt auf die Summe der erhaltenen Optionsprämien. Das Verlustpotenzial ist wegen des short Calls bei einem starken Kursantieg des Basiswerts theoretisch unbegrenzt. Bei einem starken Fall des Kurses ist das Verlustpotenzial aber wegen des short Puts auf den Ausübungspreis beschränkt. Beispielposition:

| Short Strangle |                           |
| -------------- | ------------------------- |
| Short          | 1. Januar 2008 – 250 Call |
| Short          | 1. Januar 2008 – 200 Put  |

#### Kombinierte Preis-Spread-Positionen derselben Klasse
Bei Preis-Spread-Positionen derselben Klasse handelt es sich um ein Portfolio aus gekauften (long) und verkauften (short) Optionen. Es handelt sich also nur um Calls oder nur um Puts. Die Optionen können aus verschiedenen Serien bestehen, d. h., sie unterscheiden sich nach Basispreis oder Restlaufzeiten. Je nach Verhältnis von eingesetzten Optionen spricht man von x:y spreads. Eine Haben-Position liegt dann vor, wenn bei Aufbau der Position einen Mittelzufluss erfolgt, eine Soll-Position, wenn Mittel abfließen.

##### Butterfly-Spread
Der Butterfly-Spread ist eine Optionsposition, welche einen Bull-Preis-Spread und einen Bear Preis-Spread verbindet. Grundsätzlich ist der Butterfly-Spread sowohl mit Calls und Puts möglich, gebräuchlich sind in der Regel aber überwiegend Call Positionen.

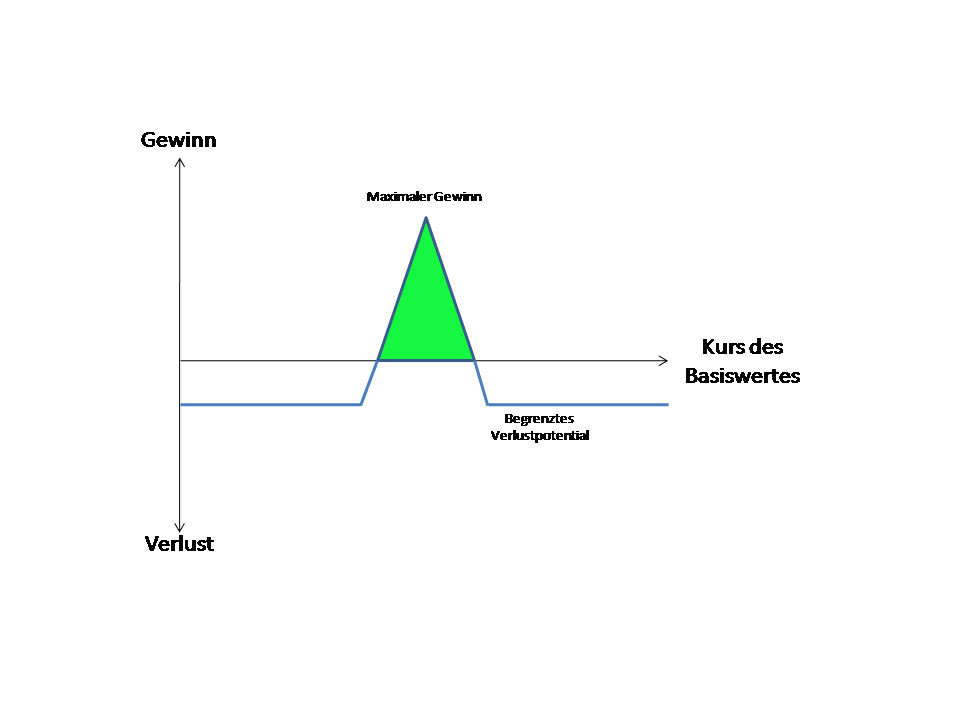
Vereinfachte Gewinn- und Verlustdarstellung eines Long Butterfly-Spreads

- Long Butterfly-Spread: Bei dem Long Butterfly-Spread werden zwei Calls gekauft und zwei Calls verkauft. Der erste gekaufte Call wird zu einem niedrigeren Kurs des Basiswerts gekauft (im Geld) und der zweite gekaufte Call wird zu einem höheren Kurs des Basiswerts (aus dem Geld) erworben. Zusätzlich werden noch zwei Calls verkauft zum aktuellen Kurs des Basiswerts (am Geld). Beispielposition:

| Long Butterfly-Spread |                                                  |
| --------------------- | ------------------------------------------------ |
| Long                  | 1. Januar 2008 – 150 Call (im Geld)              |
| Short                 | 2 Kontrakte: 1. Januar 2008 – 160 Call (am Geld) |
| Long                  | 1. Januar 2008 – 170 Call (aus dem Geld)         |

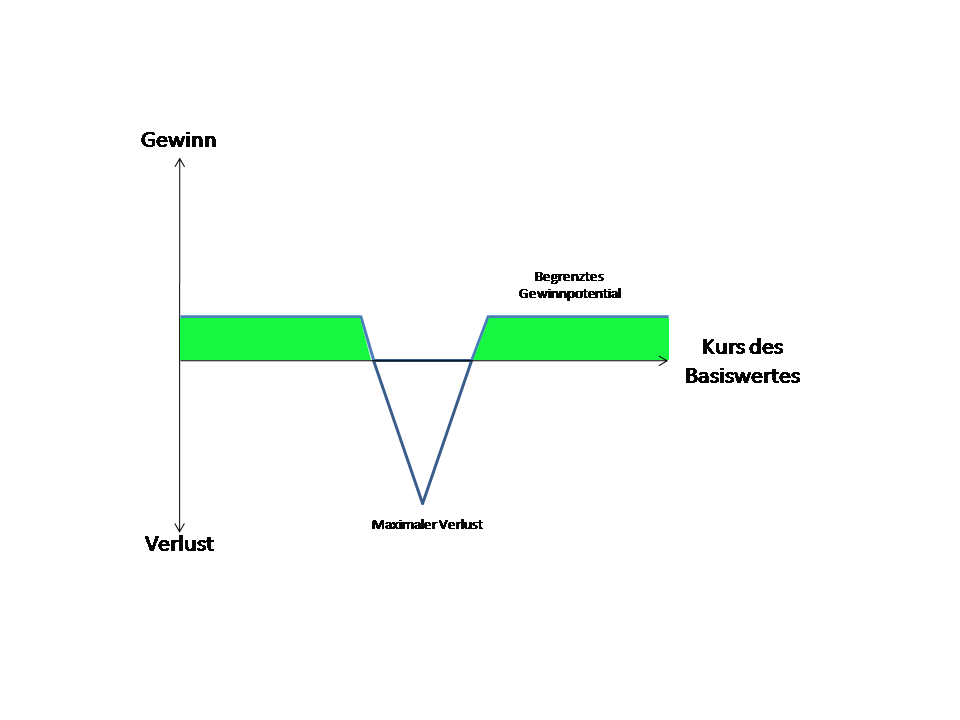
Vereinfachte Gewinn- und Verlustdarstellung eines Short Butterfly-Spreads

- Short Butterfly-Spread: Bei dem short Butterfly-Spread werden ebenfalls zwei Calls gekauft und zwei Calls verkauft. Hier wird aber im Gegensatz zu obiger Long-Position, der erste Call zu einem niedrigeren Kurs des Basiswerts verkauft (im Geld) und ein zweiter Call zu einem höheren Kurs des Basiswerts (aus dem Geld) ebenfalls verkauft. Des Weiteren werden noch zwei Calls zum aktuellen Kurs des Basiswerts (am Geld) gekauft. Beispielposition:

| Short Butterfly-Spread |                                                  |
| ---------------------- | ------------------------------------------------ |
| Short                  | 1. Januar 2008 – 150 Call (im Geld)              |
| Long                   | 2 Kontrakte: 1. Januar 2008 – 160 Call (am Geld) |
| Short                  | 1. Januar 2008 – 170 Call (aus dem Geld)         |

##### Condor-Spread
Der Condor-Spread ist eine Optionsposition, bei welcher jeweils zwei Preis-Spreads-Positionen kombiniert werden. Der Unterschied zum Butterfly besteht darin, dass der Condor-Spread auf der Basis von vier unterschiedlichen Ausübungspreisen der Optionen im Vergleich zu drei Ausübungspreisen beim Butterfly-Spread besteht.

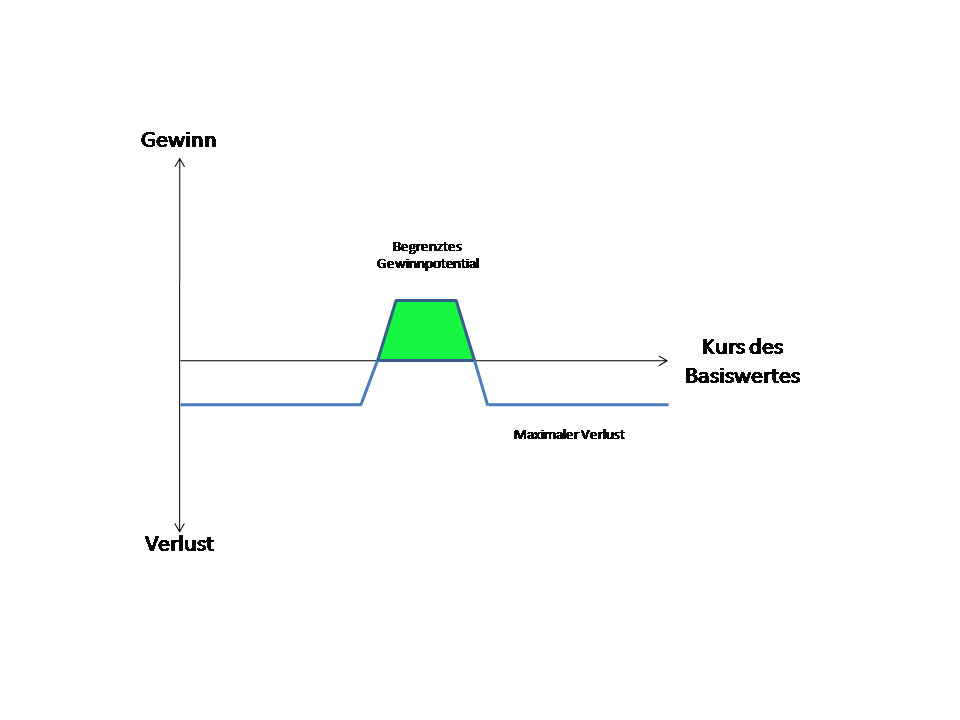
Vereinfachte Gewinn- und Verlustdarstellung eines Long Condor-Spreads

- Long Condor-Spread: Beim Long Condor-Spread werden ebenfalls wie beim Butterfly-Spread zwei Calls gekauft und zwei Calls verkauft. Der erste gekaufte Call wird zu einem niedrigeren Kurs des Basiswerts gekauft (im Geld) und der zweite gekaufte Call wird zu einem höheren Kurs des Basiswerts (aus dem Geld) erworben. Zusätzlich werden noch zwei Calls verkauft. Der erste zum aktuellen Kurs des Basiswerts (am Geld) und der zweite leicht über dem Ersten. Beispielposition:

| Long Condor-Spread |                                          |
| ------------------ | ---------------------------------------- |
| Long               | 1. Januar 2008 – 150 Call (im Geld)      |
| Short              | 1. Januar 2008 – 160 Call (am Geld)      |
| Short              | 1. Januar 2008 – 170 Call (aus dem Geld) |
| Long               | 1. Januar 2008 – 180 Call (aus dem Geld) |

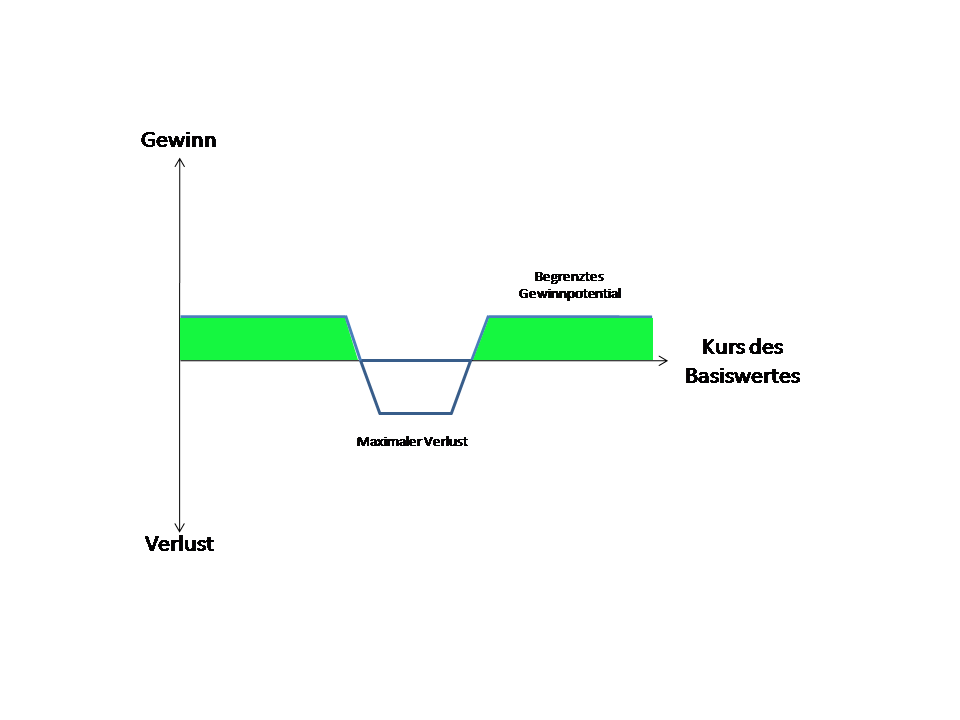
Vereinfachte Gewinn- und Verlustdarstellung eines Short Condor-Spreads

- Short Condor-Spread: Bei dem short Condor-Spread werden ebenfalls zwei Calls gekauft und zwei Calls verkauft. Hier wird aber im Gegensatz zu obiger Long-Position, der erste Call zu einem niedrigeren Kurs des Basiswerts verkauft (im Geld) und ein zweiter Call zu einem höheren Kurs des Basiswerts (aus dem Geld) verkauft. Des Weiteren werden noch zwei Calls gekauft. Der erste zum aktuellen Kurs des Basiswerts (am Geld) und der zweite leicht über dem ersten. Beispielposition:

| Short Condor-Spread |                                          |
| ------------------- | ---------------------------------------- |
| Short               | 1. Januar 2008 – 150 Call (im Geld)      |
| Long                | 1. Januar 2008 – 160 Call (am Geld)      |
| Long                | 1. Januar 2008 – 170 Call (aus dem Geld) |
| Short               | 1. Januar 2008 – 180 Call (aus dem Geld) |

##### Ratio-Spread
Beim Ratio-Spread (auch: Ratio-Vertical-Spread genannt) werden long- und Short-Positionen mit unterschiedlicher Anzahl von Kontrakten aufgebaut.

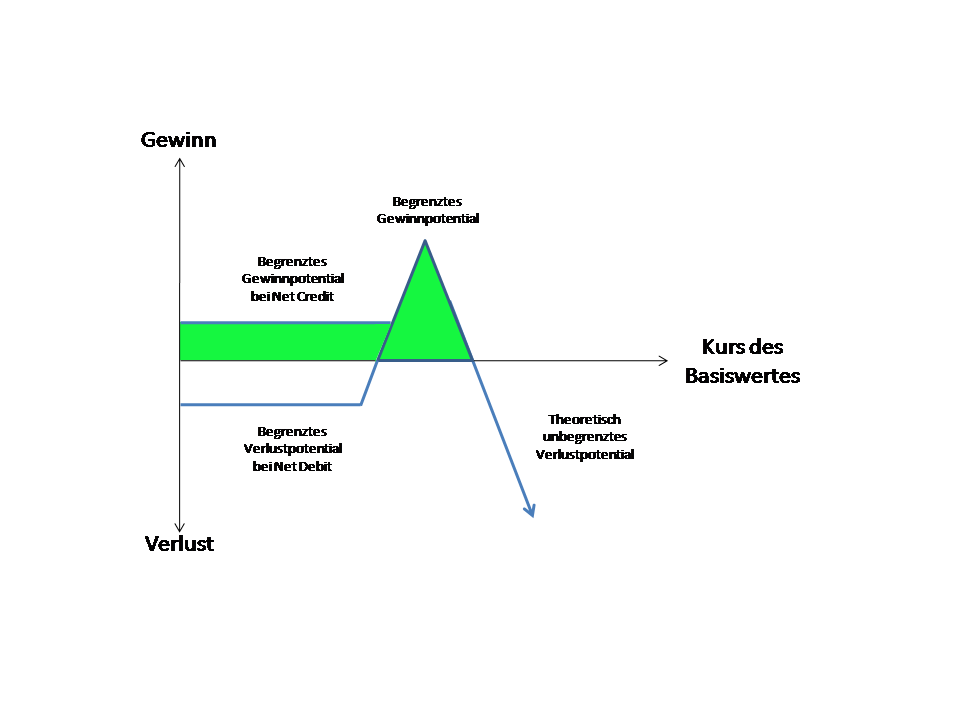
Vereinfachte Gewinn- und Verlustdarstellung eines Ratio-Call-Spreads

- Ratio-Call-Spread: Bei einem Ratio-Call-Spread werden ein oder mehrere Calls mit einem niedrigen Basispreis gekauft und gleichzeitig eine größere Anzahl von Calls mit einem höheren Basispreis verkauft. Die Calls verfügen alle über die gleiche Restlaufzeit. Diese Kombinationsposition aus long und short kann sowohl eine Soll- als auch eine Haben-Position sein.[12] Beispielsposition:

| Ratio-Call-Spread |                                                       |
| ----------------- | ----------------------------------------------------- |
| Long              | 1 Kontrakt: 1. Januar 2008 – 200 Call (am Geld)       |
| Short             | 4 Kontrakte: 1. Januar 2008 – 250 Call (aus dem Geld) |

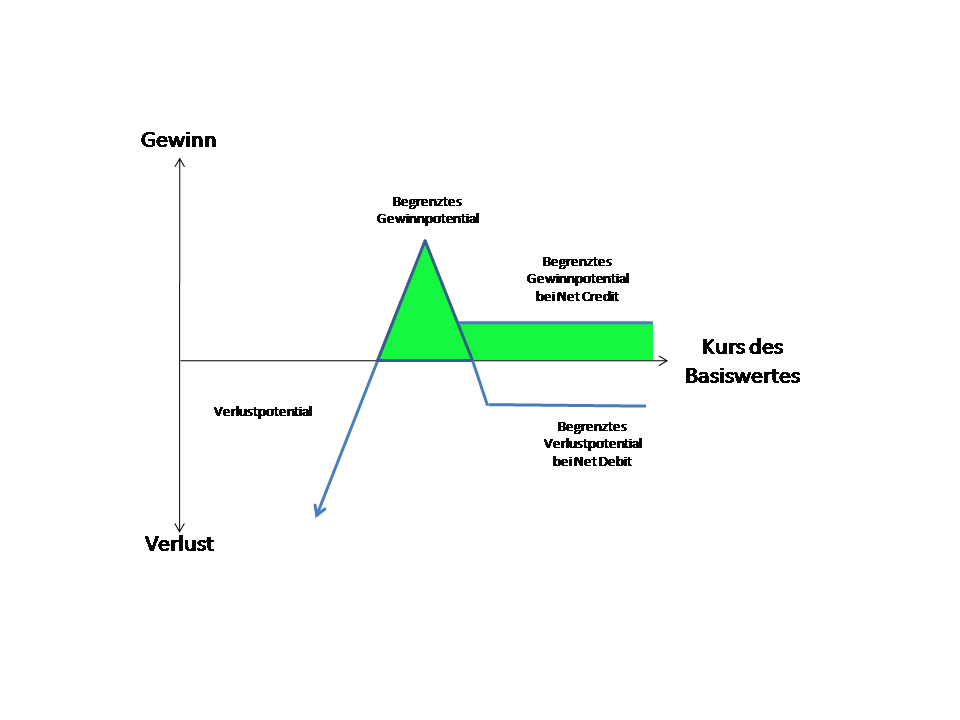
Vereinfachte Gewinn- und Verlustdarstellung eines Ratio Put Spreads

- Ratio Put Spread: Bei einem Ratio Put Spread werden ein oder mehrere Puts mit einem niedrigen Basispreis verkauft und gleichzeitig eine kleinere Anzahl von Puts mit einem höheren Basispreis gekauft. Diese Kombinationsposition aus long und short kann sowohl eine Soll- als auch eine Haben-Position sein.[12] Beispielsposition:

| Ratio Put Spread |                                                     |
| ---------------- | --------------------------------------------------- |
| Short            | 4 Kontrakte: 1. Januar 2008 – 200 Put (am Geld)     |
| Long             | 1 Kontrakt: 1. Januar 2008 – 250 Put (aus dem Geld) |

##### Back-Spread
Beim Back-Spread (auch: Reverse Spread genannt) werden long- und Short-Positionen mit unterschiedlicher Anzahl von Kontrakten aufgebaut.

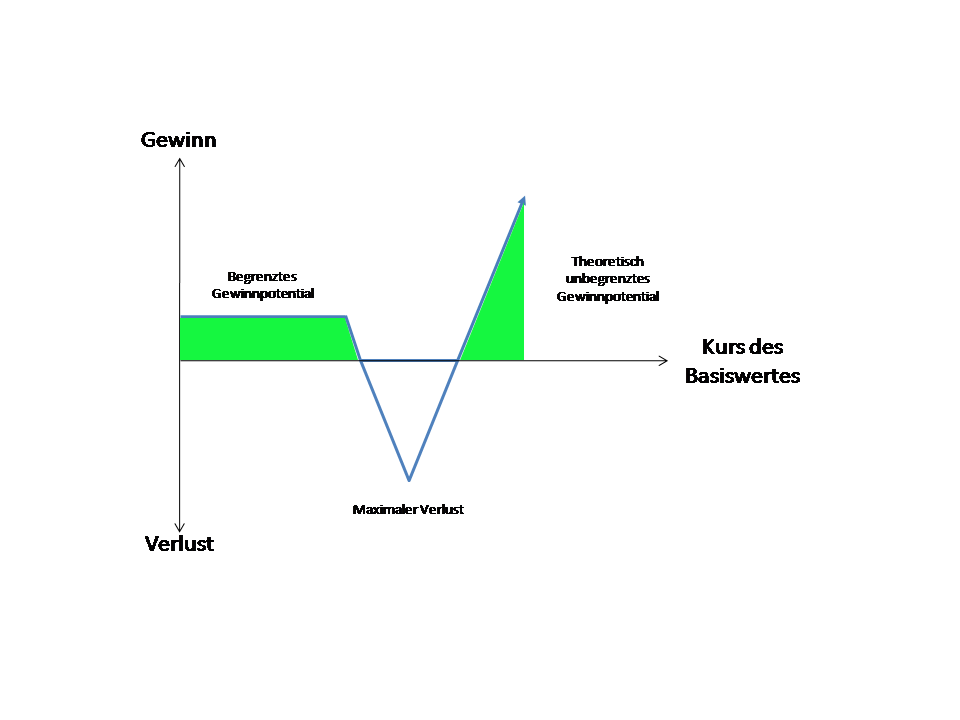
Vereinfachte Gewinn- und Verlustdarstellung eines Back-Spread-Call

- Back-Spread-Call: (auch: Reverse-Ratio-Call-Spread) Umkehrung des Ratio-Call-Spreads. Long-Positionen sind größer als die Short-Positionen. Beispielsposition:

| Back-Spread-Call |                                                                    |
| ---------------- | ------------------------------------------------------------------ |
| Long             | 4 Kontrakte: 1. Januar 2008 – 250 Call (am Geld oder aus dem Geld) |
| Short            | 1 Kontrakt: 1. Januar 2008 – 200 Call (im Geld)                    |

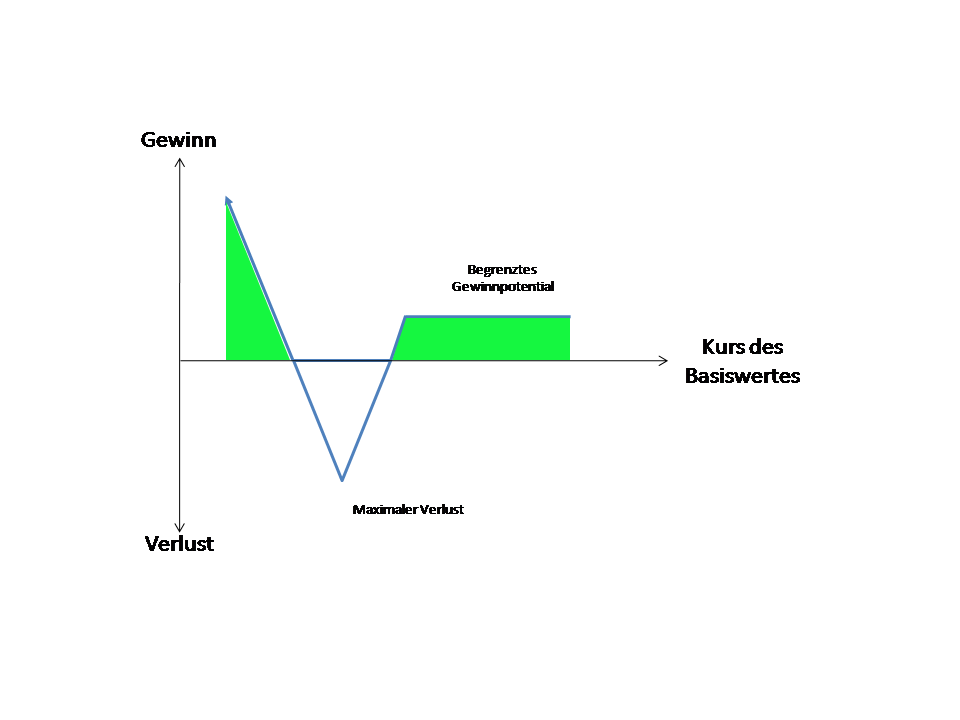
Vereinfachte Gewinn- und Verlustdarstellung eines Back-Spread-Put

- Back-Spread-Put: (auch: Reverse Ratio Put Spread) Umkehrung des Ratio Put Spreads. Long-Positionen sind größer als die Short-Positionen. Beispielsposition:

| Back-Spread-Put |                                                      |
| --------------- | ---------------------------------------------------- |
| Short           | 1 Kontrakt: 1. Januar 2008 – 250 Put (am Geld)       |
| Long            | 4 Kontrakte: 1. Januar 2008 – 200 Put (aus dem Geld) |

#### Kombinierte Preis-Spread-Positionen unterschiedlicher Klassen
Bei Kombinierten Preis-Spread-Positionen unterschiedlicher Klassen handelt es sich um ein Portfolio aus gekauften (long) und verkauften (short) Optionen. Es handelt sich hierbei um Kombinationen aus Calls oder Puts, welche aus verschiedenen Serien bestehen können, d. h., sie unterscheiden sich nach Basispreis oder Restlaufzeiten.

##### Box-Spread
Der Box-Spread ist eine Optionsposition, die auf Arbitragemöglichkeiten spekuliert, welche aus Bewertungsunterschieden zwischen Calls und Puts herrührt.

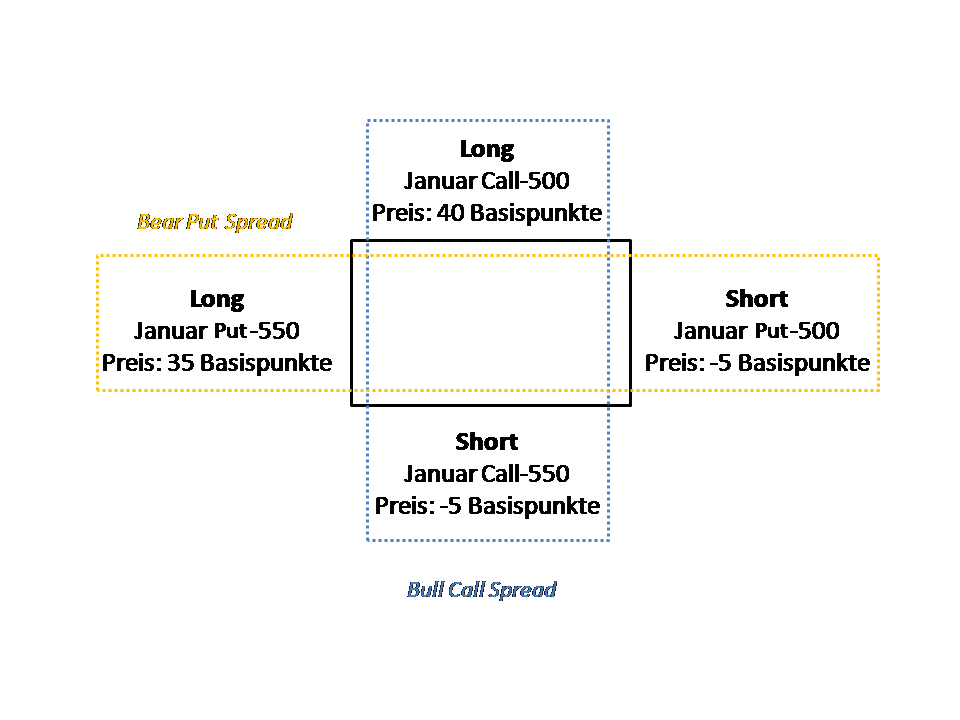
Vereinfachte Darstellung der Optionspositionen in einem long Box-Spread

- Long Box: Long Box bezeichnet den Kauf des Box-Spreads. Dieser besteht aus einem Hausse-Spread mit Calls (auch: Bull-Call-Spread) und einem Baisse-Spread mit Puts (auch: Bear-Put-Spread). Das heißt, der Anleger, der einen Arbitragegewinn erzielen möchte, erwirbt eine Anzahl von Calls mit niedrigem Basispreis und verkauft eine gleiche Anzahl von Calls mit höherem Basispreis. Gleichzeitig erwirbt er eine gleiche Anzahl von Puts mit höherem Basispreis und verkauft die gleiche Anzahl von Puts mit einem niedrigeren Basispreis. Beispielposition:

| Long Box |                        |
| -------- | ---------------------- |
| Long     | Januar 2008 – 500 Call |
| Short    | Januar 2008 – 550 Call |
| Short    | Januar 2008 – 500 Put  |
| Long     | Januar 2008 – 550 Put  |

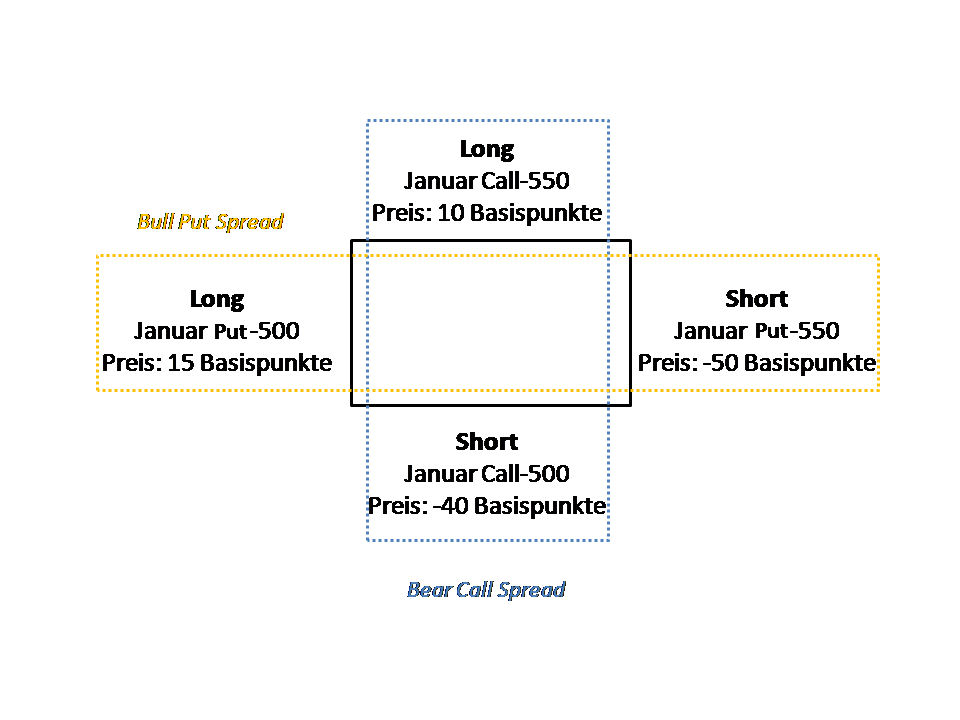
Vereinfachte Darstellung der Optionspositionen in einem short Box-Spread

- Short Box: Short Box bezeichnet den Verkauf des Box-Spreads. Dieser besteht aus einem Bear-Spread mit Calls (auch: Bear Call Spread) und einem Bull-Spread mit Puts (auch: Bull Put Spread). Das heißt, der Anleger, der einen Arbitragegewinn erzielen möchte, erwirbt eine Anzahl von Calls mit höherem Basispreis und verkauft eine gleiche Anzahl von Calls mit niedrigerem Basispreis. Gleichzeitig erwirbt er eine gleiche Anzahl von Puts mit niedrigem Basispreis und verkauft die gleiche Anzahl von Puts mit einem höheren Basispreis. Beispielposition:

| Short Box |                           |
| --------- | ------------------------- |
| Long      | 1. Januar 2008 – 550 Call |
| Short     | 1. Januar 2008 – 500 Call |
| Short     | 1. Januar 2008 – 550 Put  |
| Long      | 1. Januar 2008 – 500 Put  |

Dem eventuell zu erzielenden Arbitragegewinn aus einer eventuellen Ungleichheit aus der Bewertung der Optionen und damit den Optionspreisen stehen die Transaktionskosten und eine eventuelle Carrying Charge, d. h. die Kosten für die Finanzierung einer Nettosollposition, gegenüber.

### Time-Spreads
Bei einem Zeit Spread (auch: time spread, calendar spread oder horizontaler Spread genannt) werden Optionen mit demselben Basispreis kombiniert. Bei einem Bull-Time-Spread wird eine Option mit kurzer Laufzeit verkauft, und eine mit langer/längerer Laufzeit gekauft. Bei einem Bear-Time-Spread wird eine Option mit kurzer Laufzeit gekauft, und eine mit langer/längerer Laufzeit verkauft. Die Strategie funktioniert sowohl mit Call- als auch mit Verkaufsoptionen.

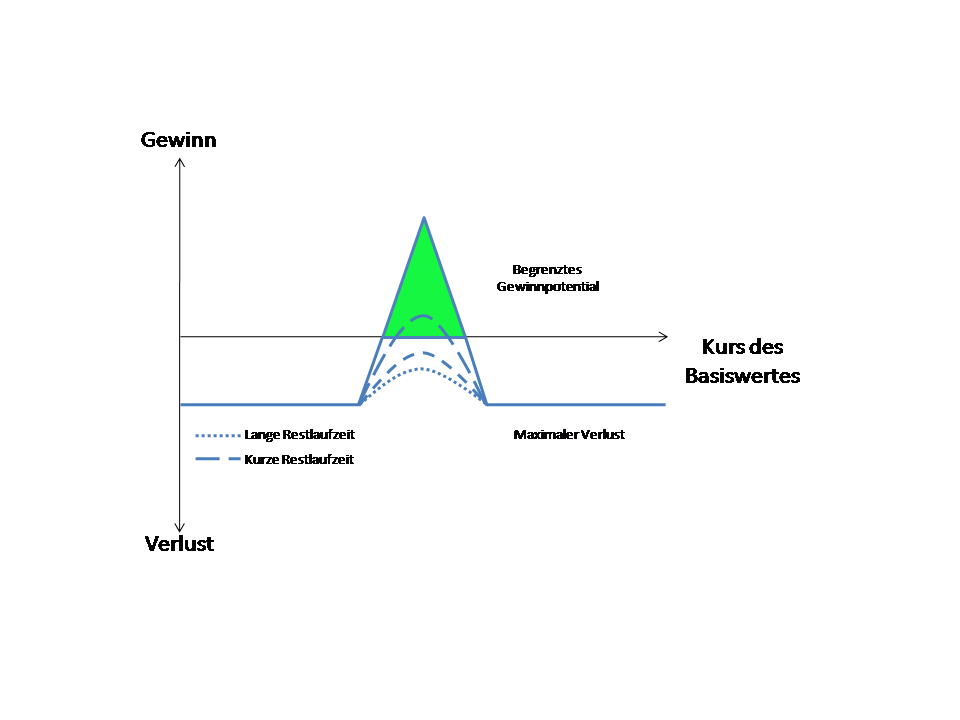
Vereinfachte Gewinn- und Verlustdarstellung eines Bull-Time-Spread

#### Bull-Time-Spread
Ein Bull-Time-Spread (auch: Bull-Calendar-Spread genannt) besteht aus einer Kombination von Optionen mit demselben Basispreis, aber unterschiedlichen Fälligkeitszeitpunkten. Auf Grund der Put-Call-Parität kann ein Bull-Time-Spread sowohl mit Calls als auch mit Puts gebildet werden.
| Bullish-Call-Time-Spread |                     |
| ------------------------ | ------------------- |
| Long                     | 3 Monate – 500 Call |
| Short                    | 1 Monat – 500 Call  |

| Bullish-Put-Time-Spread |                    |
| ----------------------- | ------------------ |
| Long                    | 3 Monate – 500 Put |
| Short                   | 1 Monat – 500 Put  |

#### Bear-Time-Spread
Ein Bear-Time-Spread (auch: Bear-Calendar-Spread genannt) besteht aus einer Kombination von Optionen mit demselben Basispreis, aber unterschiedlichen Fälligkeitszeitpunkten. Auf Grund der Put-Call-Parität kann ein Bear-Time-Spread sowohl mit Calls als auch mit Puts gebildet werden.
| Bearish-Call-Time-Spread |                     |
| ------------------------ | ------------------- |
| Long                     | 1 Monat – 500 Call  |
| Short                    | 3 Monate – 500 Call |

| Bearish Put-Time-Spread |                    |
| ----------------------- | ------------------ |
| Long                    | 1 Monat – 500 Put  |
| Short                   | 3 Monate – 500 Put |

#### Kombinierte Time-Spread-Positionen
Ebenso wie bei kombinierten Preis-Spread-Positionen, können die Optionen aus verschiedenen Serien bestehen, d. h., sie unterscheiden sich nach Basispreis oder Restlaufzeiten: Je nach Verhältnis von eingesetzten Optionen spricht man auch hier von x:y spreads. Eine Haben-Position liegt dann vor, wenn bei Aufbau der Position einen Mittelzufluss erfolgt, eine Soll-Position, wenn Mittel abfließen.

##### Ratio-Time-Spread
Ein  Ratio-Time-Spread (auch Ratio-Vertical-Time-Spread genannt) setzt sich zusammen aus mehr long-Optionen als short-Optionen auf denselben Basiswert. Diese Position profitiert von einer starken Bewegung des Basiswertes in beide Richtungen.
- Ratio Call Time: Diese Optionsposition ist von der Grundstruktur ähnlich dem Bull-Time-Spreads, besteht aber aus einer größeren Anzahl von verkauften Calls.
- Ratio Put Time: Diese Optionsposition ist von der Grundstruktur ähnlich dem Bear-Time-Spreads, besteht aber aus einer größeren Anzahl von verkauften Puts.

### Kombination aus Preis-Spreads und Time-Spreads

#### Diagonaler Spread
Ein Diagonaler Spread besteht aus Optionen mit unterschiedlichen Basispreisen und unterschiedlichen Verfallsdaten. Eine Haben-Position liegt dann vor, wenn bei Aufbau der Position einen Mittelzufluss erfolgt, eine Soll-Position, wenn Mittel abfließen.
- Diagonal Hausse-Spread: Long Calls (im Geld) mit langer Laufzeit und short Calls (aus dem Geld) mit kurzer Laufzeit.[14] Beispielposition:

|               | Bull-Call-Spread          | Diagonaler Hausse-Spread |
| Long          | Dezember-150-Call zu 10 € | Januar-150-Call zu 15 €  |
| Short         | Dezember-170-Call zu 2 €  | Dezember-170-Call zu 2 € |
| Soll-Position | 8 €                       | 13 €                     |

- Diagonaler Baisse-Spread: Long Calls (im Geld) mit kurzer Laufzeit und short Calls (aus dem Geld) mit langer Laufzeit.[14]

|       | Bear Call Spread          | Diagonaler Baisse-Spread  |
| Short | Dezember-150-Call zu 12 € | Dezember-150-Call zu 12 € |
| Long  | Dezember-170-Call zu 4 €  | Februar-170-Call zu 14 €  |
|       | Haben-Position 8 €        | Soll-Position 2 €         |

## Synthetische Positionen

### Synthetisch long

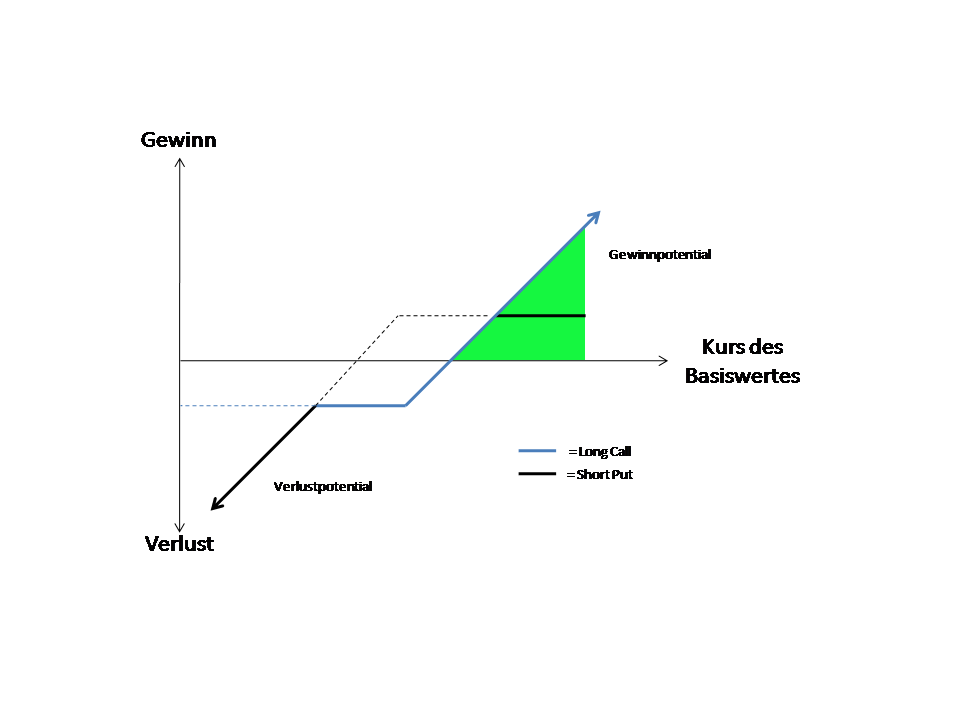
Vereinfachte Darstellung einer Synthetischen Long-Position mit Optionen

Der Anleger erwartet eine kräftige Aufwärtsbewegung des Basiswertes und baut durch den Kauf eines Calls und dem gleichzeitigen Verkauf eines Puts mit derselben Restlaufzeit eine synthetische Long-Position auf. Das heißt, der im Falle einer Bestätigung der Kursprognose eintretende Gewinn, entspricht nahezu dem gleichen Gewinn, der mit dem Kauf einer entsprechenden Anzahl des zugrunde liegenden Basiswertes erreicht werden würde. Beispielposition:
| Synthetisch Long |                           |
| ---------------- | ------------------------- |
| Long             | 1. Januar 2008 – 350 Call |
| Short            | 1. Januar 2008 – 300 Put  |

### Synthetisch short

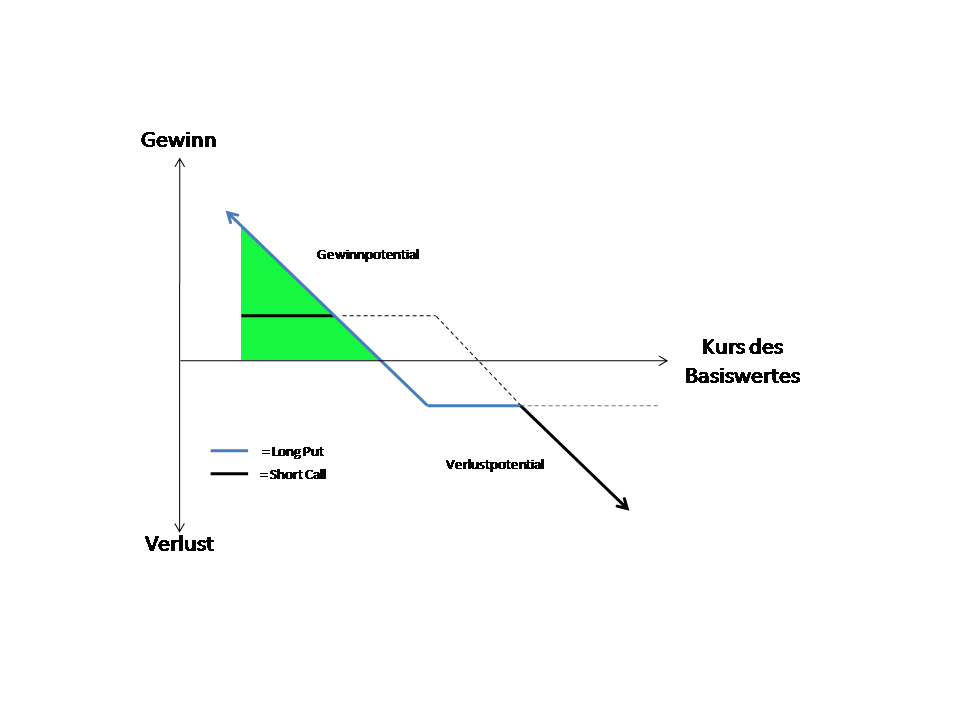
Vereinfachte Darstellung einer Synthetischen Short-Position mit Optionen

Der Anleger erwartet eine kräftige Abwärtsbewegung des Basiswertes und baut durch den Kauf eines Puts und dem gleichzeitigen Verkauf eines Calls mit derselben Restlaufzeit einen synthetischen Leerverkauf auf. Beispielposition:
| Synthetisch short |                           |
| ----------------- | ------------------------- |
| Long              | 1. Januar 2008 – 300 Put  |
| Short             | 1. Januar 2008 – 350 Call |